# 前384年
| 千纪： | 前1千纪 |
| 世纪： | 前5世纪 \| 前4世纪 \| 前3世纪 |
| 年代： | 前410年代 \| 前400年代 \| 前390年代 \| 前380年代 \| 前370年代 \| 前360年代 \| 前350年代 |
| 年份： | 前389年 \| 前388年 \| 前387年 \| 前386年 \| 前385年 \| 前384年 \| 前383年 \| 前382年 \| 前381年 \| 前380年 \| 前379年                                                                                  |
| 纪年： | 周安王十八年 魯穆公三十二年 齊康公二十一年 田齐太公三年 晉孝公五年 趙敬侯三年 魏武侯十二年 韓文侯三年 秦獻公元年 楚悼王十八年 宋休公十二年 衛慎公三十一年 鄭康公十二年 燕後簡公三十一年 越王翳二十七年 |

## 大事记
- 齊太公 (田齊)薨，子齊侯剡立。
- 赵国援救魏国，在廪丘大败齐国。
- 雅典演说家吕西亚斯，在奥林匹克运动会之际，斥责希腊人让雅典陷入叙拉古的暴君狄奥尼修斯一世和波斯人统治。

## 出生
- 亚里士多德，古希腊哲学家
- 狄摩西尼，希腊政治家和演说家（公元前322年去世）

## 逝世
- 齊太公 (田齊)，田齐开国之君
- 曼利乌斯·卡皮托利努斯，古罗马将领